# لورنا هایلبرون
لورنا هایلبرون (انگلیسی: Lorna Heilbron؛ زادهٔ ۸ ژوئن ۱۹۴۸) بازیگر اهل بریتانیا است.
از فیلم‌ها یا مجموعه‌های تلویزیونی که وی در آن‌ها نقش داشته‌است، می‌توان به نشانه بیماری اشاره نمود.